# Федорково (Брейтовский район)
Федорково — опустевшая деревня в Брейтовском районе Ярославской области. Входит в состав Брейтовского сельского поселения.

## География
Находится в северо-западной части Ярославской области на расстоянии приблизительно 4 км на запад-юго-запад по прямой от административного центра района села Брейтово.

## История
В 1859 году здесь (деревня Мологского уезда Ярославской губернии) было учтено 17 дворов, в 1898 — 27, в 1941 — 59.

## Население
Численность населения: 119 человек (1859 год), 0 как в 2002 году, так и в 2010.